# Gleichmäßige Stetigkeit

Bei gleichmäßig stetigen Funktionen kann um jeden Punkt des Graphen ein Rechteck mit Höhe und Breite eingezeichnet werden, ohne dass der Graph direkt ober-/unterhalb des Rechtecks liegt. Die Funktion ist gleichmäßig stetig. Hier verläuft der Graph nur innerhalb des Rechtecks. Bei der Funktion ist dies aber nicht der Fall. Bei kleinen Argumenten in der Nähe der Null verändert sich die Funktion so stark, dass Funktionswerte direkt ober- bzw. unterhalb des Rechtecks liegen.

Eine gleichmäßig stetige Funktion ist ein Begriff aus dem mathematischen Teilgebiet der Analysis. Gleichmäßige Stetigkeit einer Funktion ist eine stärkere Bedingung als die der Stetigkeit einer Funktion. Bei einer gleichmäßig stetigen Funktion ist der Abstand beliebiger Paare von Funktionswerten kleiner als ein beliebig vorgegebener Maximalfehler, solange die Argumente hinreichend nah beieinanderliegen.

## Definition
Sei {\displaystyle D} eine Teilmenge von {\displaystyle \mathbb {R} }.
Eine Abbildung {\displaystyle f\colon D\rightarrow \mathbb {R} } heißt gleichmäßig stetig genau dann, wenn 
{\displaystyle \forall \varepsilon >0~\exists \delta >0~\forall x,x_{0}\in D\colon |x-x_{0}|<\delta \Rightarrow |f(x)-f(x_{0})|<\varepsilon }.
Zur besseren Unterscheidung bezeichnet man die gewöhnliche Stetigkeit, wenn sie in jedem Punkt von {\displaystyle D} gegeben ist, auch als punktweise Stetigkeit.
Die Besonderheit der gleichmäßigen Stetigkeit besteht darin, dass {\displaystyle \delta } nur von {\displaystyle \varepsilon } und nicht, wie bei der punktweisen Stetigkeit, noch zusätzlich von der Stelle {\displaystyle x_{0}} abhängt.
Anschaulich bedeutet das: Zu jeder noch so kleinen senkrechten Rechteckseite {\displaystyle \varepsilon } kann man eine hinreichend kleine waagrechte Rechteckseite {\displaystyle \delta } finden, sodass wenn man das Rechteck mit den Seiten {\displaystyle \varepsilon } und {\displaystyle \delta } geeignet auf dem Funktionsgraphen entlangführt, dieser immer nur die senkrechten Rechtecksseiten schneidet. (Bsp.: Wurzelfunktion auf {\displaystyle [0,\infty )}.)

### Beispiele
Betrachte die Funktion
{\displaystyle f\colon \mathbb {R} ^{+}\rightarrow \mathbb {R} ^{+}} mit {\displaystyle f(x)=x^{2}}.
Diese ist stetig, aber nicht gleichmäßig stetig: Je weiter rechts man in einem der {\displaystyle \delta }-Streifen zwei Punkte wählt, desto größer kann der Abstand der beiden Funktionswerte werden und somit unser gewähltes {\displaystyle \varepsilon } übersteigen. Dies entspricht nicht der Definition gleichmäßiger Stetigkeit: Der Abstand der Funktionswerte muss für jede Wahl zweier solcher Stellen kleiner als ein vorgegebenes {\displaystyle \varepsilon } sein. Das ist bei dieser Funktion nicht der Fall.
Weiterhin gilt: Jede Einschränkung von {\displaystyle f} auf ein kompaktes Intervall ist gleichmäßig stetig. Dies folgt unmittelbar aus dem Satz von Heine.
Ein anderes Beispiel ist die stetige Funktion
{\displaystyle f\colon \mathbb {R} ^{+}\rightarrow \mathbb {R} ^{+}} mit {\displaystyle f(x)={\sqrt {x}}},
die gleichmäßig stetig, sogar hölderstetig, aber nicht lipschitzstetig ist.

### Verallgemeinerung: metrische Räume
Allgemeiner wird auch folgende Definition verwendet:
Seien {\displaystyle (X,d_{X})}, {\displaystyle (Y,d_{Y})} metrische Räume. Eine Abbildung {\displaystyle f\colon X\rightarrow Y} heißt gleichmäßig stetig genau dann, wenn
{\displaystyle \forall \varepsilon >0~\exists \delta >0~\forall x,x_{0}\in X\colon d_{X}(x,x_{0})<\delta \Rightarrow d_{Y}(f(x),f(x_{0}))<\varepsilon }.

### Verallgemeinerung: uniforme Räume
Noch allgemeiner heißt in der Topologie eine Funktion {\displaystyle f\colon X\to Y} zwischen den uniformen Räumen {\displaystyle (X,{\mathcal {U}}_{X})} und {\displaystyle (Y,{\mathcal {U}}_{Y})} gleichmäßig stetig, wenn das Urbild jeder Nachbarschaft wieder eine Nachbarschaft ist, wenn also {\displaystyle (f\times f)^{-1}({\mathcal {U}}_{Y})\subset {\mathcal {U}}_{X}}.

## Eigenschaften
Jede gleichmäßig stetige Funktion ist stetig. Die Umkehrung gilt nicht: Es gibt stetige Funktionen wie die Quadratfunktion, die nicht gleichmäßig stetig sind. Für gewisse Definitionsbereiche fallen Stetigkeit und gleichmäßige Stetigkeit wiederum zusammen. Der Satz von Heine besagt nämlich: Jede stetige Funktion auf einer kompakten Menge ist gleichmäßig stetig.
Ist {\displaystyle (x_{n})_{n\in \mathbb {N} }} eine Cauchy-Folge im Raum {\displaystyle X} und ist {\displaystyle f\colon X\to Y} gleichmäßig stetig, so ist auch {\displaystyle (f(x_{n}))_{n\in \mathbb {N} }} eine Cauchy-Folge in {\displaystyle Y}. Dies gilt im Allgemeinen nicht für Funktionen, die nur stetig sind, wie das Beispiel {\displaystyle X=(0,1]}, {\displaystyle f(x)={\tfrac {1}{x}}} und {\displaystyle x_{n}={\tfrac {1}{n}}} zeigt.
Unmittelbar daraus, dass {\displaystyle f} Cauchy-Folgen auf Cauchy-Folgen abbildet, folgt nun: Ist {\displaystyle f\colon X\to Y} gleichmäßig stetig auf einer Menge {\displaystyle M\subset X} und ist {\displaystyle Y} vollständig, dann ist {\displaystyle f} (sogar gleichmäßig) stetig fortsetzbar auf den Abschluss {\displaystyle {\overline {M}}}. 
Im {\displaystyle \mathbb {R} ^{n}} lässt sich anschaulich die Aussage treffen, dass eine gleichmäßig stetige Funktion (mit Werten in {\displaystyle \mathbb {R} }) keine Polstellen besitzen kann. Wie sollte sie auch, lässt sie sich doch – wie bereits dargestellt – stetig auf den Abschluss ihres Definitionsbereiches fortsetzen. Eine solche stetige Fortsetzung ist in einer Polstelle aber eben nicht möglich. 
Spezielle Formen der gleichmäßigen Stetigkeit sind Hölder- und Lipschitz-Stetigkeit.

## Visualisierung
Bei einer gleichmäßig stetigen Funktion kann für jeden vorgegebenen Maximalfehler {\displaystyle \varepsilon >0} ein {\displaystyle \delta >0} gefunden werden, so dass sich alle Paare von Funktionswerten {\displaystyle f(x)} und {\displaystyle f(y)} um maximal {\displaystyle \varepsilon } unterscheiden, solange die Abstände von {\displaystyle x} und {\displaystyle y} kleiner als {\displaystyle \delta } sind. Dementsprechend kann um jeden Punkt {\displaystyle (x,f(x))} des Graphen ein Rechteck mit Höhe {\displaystyle 2\varepsilon } und Breite {\displaystyle 2\delta } eingezeichnet werden, bei dem der Graph komplett im Inneren des Rechtecks verläuft, so dass keine Funktionswerte direkt ober- beziehungsweise unterhalb des Rechtecks liegen. Bei nicht gleichmäßig stetigen Funktionen ist dies nicht möglich. Zum Teil verläuft zwar der Graph im Inneren des Rechtecks – aber nicht überall.

Bei gleichmäßig stetigen Funktion kann für jedes {\displaystyle \varepsilon >0} um jeden Punkt ein Rechteck mit Höhe {\displaystyle 2\varepsilon } und Breite {\displaystyle 2\delta } eingezeichnet werden, bei dem der Graph komplett im Inneren des Rechtecks verläuft.
Bei nicht gleichmäßig stetigen Funktion gibt es Werte {\displaystyle \varepsilon >0} bei denen es unmöglich ist, ein {\displaystyle \delta >0} zu finden, so dass der Graph überall im Inneren des {\displaystyle 2\varepsilon }-{\displaystyle 2\delta }-Rechtecks verläuft. Wenn man das Rechteck entlang des Graphen verschiebt, so gibt es Stellen, wo Funktionswerte direkt ober- beziehungsweise unterhalb liegen.